# Сан (грузинська літера)

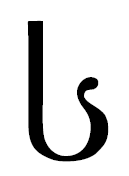

Сан (სან) — вісімнадцята літера грузинської абетки.
Приголосна літера. Вимовляється як українська [ с ] (МФА /s/). За міжнародним стандартом ISO 9984 транслітерується як s.

## Історія
| Асомтаврулі | Нусхурі | Мхедрулі |
| ----------- | ------- | -------- |
|             |         |          |

## Юнікод
- Ⴑ : U+10B1
- ს : U+10E1